# Gasselternijveen
Gasselternijveen (Gronings: Nieveen), vroeger Gasselternijeveen genoemd, is een dorp in de gemeente Aa en Hunze in de Nederlandse provincie Drenthe. Gasselternijveen ligt op de oostoever van het riviertje de Hunze, ook wel de Oostermoerse Vaart genoemd. Gasselternijveen had – volgens informatie van het CBS – per 1 januari 2023 1.845 inwoners.

## Geschiedenis
In de late middeleeuwen vestigden landbouwers uit Gasselte zich op de zandruggen langs de Hunze. In deze regio werd vooral vee geweid. Het dorp Gasselternijveen vierde in 1962 zijn 300-jarig bestaan. Dit jaar werd gekozen omdat in 1662 een deel van het Oostermoerseveen in de Gasselter marke werd overgedragen aan de Participanten van Gasselter-Nijeveen, waarvan de toenmalige landschapssecretaris Johan Struucke de initiatiefnemer was.

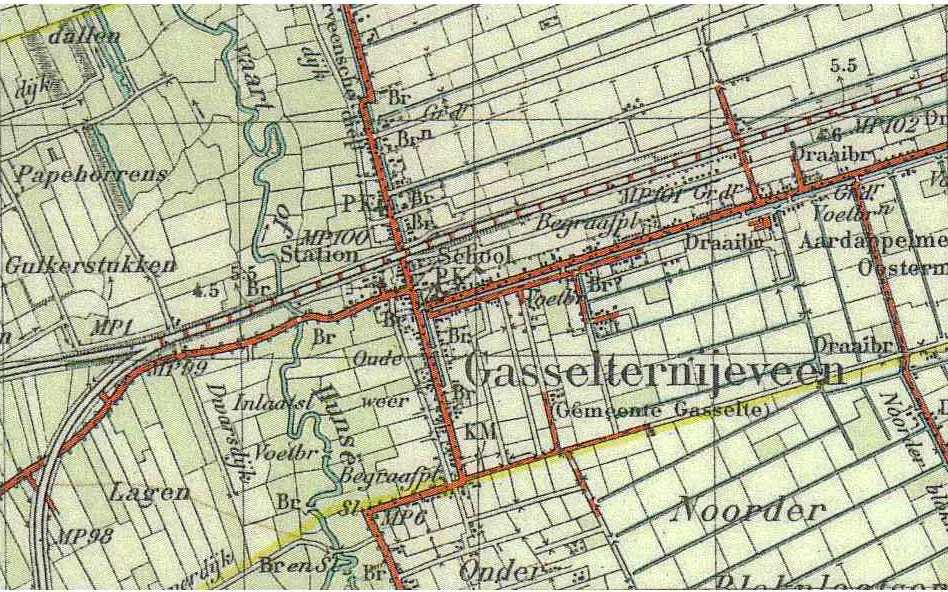
Gasselternij(e)veen op de topografische kaart van 1928

Al eerder omstreeks 1635 waren Gasselters hier begonnen met de ontginning van het veen. Deze venen waren gemeenschappelijk bezit van de markgenoten, waarvan de meerderheid in Gasselte woonde. Bij de overdracht van genoemd gebied in 1662 behielden de Gasselters de noordelijke helft, het latere Gasselterboerveen. Een jaar later kochten de Participanten de helft van de venen van de marke van Drouwen. Deze sloten aan de zuidzijde aan die van de Gasselter venen.
Na de ondertekening van de contracten van de Gasselter-Nijevenen, kregen de Participanten van de Drentse Landdag in 1662 toestemming om het veen te ontginnen (octrooi) en genoten ze vrijdom van belasting voor 30 jaar. Dit octrooi is verscheidene malen verlengd. Belangrijke voorwaarde van de Gasselter- en Drouwener verkopers was dat aankopers de Hunze bevaarbaar moesten maken voor schepen tot 5 voet diep. Om deze diepte te kunnen bereiken moest men schutten of verlaten plaatsen, waardoor het water opgestuwd kon worden. Ook moesten de participanten op eigen kosten een kanaal ter ontsluiting van het veen aanleggen. In oktober 1663 begon Johan Struucke met het graven van het ± 12 meter brede Gasselternijveenschediep, dat evenwijdig ging lopen aan de Hunze. Deze vaarweg, ook wel het Hoofddiep en nu de huidige Hoofdstraat, was vanaf circa 1665 bevaarbaar.
Johan Struuck, de landschapssecretaris, en zijn participanten, hadden veel geld geïnvesteerd in het bevaarbaar maken van de Hunze om zo de Gasselter venen te kunnen aandoen. Struuck zei in 1663 de transportverdragen met de stad Groningen en het Schuitenschuiversgilde aldaar op. Dit deed hij samen met de veenmarkegenoten Eext, Gieten en Bonnen. Deze opzegging werd uiteraard niet geaccepteerd en hun vrachten werden door de Groningers geblokkeerd. Hierdoor kwam de scheepvaart op de Hunze stil te liggen en stapelden de voorraden turf zich in Gasselter-Nijeveen op.
Deze situatie werd in 1664 door zeven Friese schippers doorbroken; hun lading werd op de terugtocht door Groningen in beslag genomen. Hierop nam Friesland enkele Groninger schepen in beslag. Het geschil werd in 1667 door de Staten-Generaal beslecht: de Hunze werd als natuurlijke stroom tot vrij vaarwater verklaard ten behoeve van de turfafvoer. Hiervan profiteerden naast Gasselte ook Gieten, Eext en Bonnen.
De groeiende bevolking van het Gasselter-Nijeveen kreeg in 1684, Jan Hamming als eigen Schulte. En er werd een kerk aan het Hoofddiep gebouwd waar Ds. Gerardus Cock in 1697 de dominee was.
De bevolkingsaanwas kwam uit de Groninger Veenkoloniën, Staphorst en het Grafschaft Bentheim.

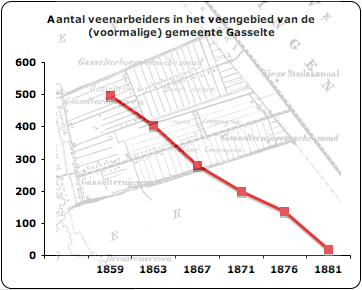
Afname van het aantal veenarbeiders in en rond Gasselternijveen.

In 1774 telde het Gasselter-Nijeveen 73 gezinnen, waaronder vijftien schippersfamilies.
In Groningen begon men in 1765 met de verlenging van het Stadskanaal. Door het graven van zijkanalen die loodrecht op dit kanaal lagen ontstonden de Drentse Monden. Hierdoor kreeg Gasselternijveen in 1839 verbinding met het Stadskanaal. De afgraving van het veengebied bij Gasselternijveen vond daarna in een snel tempo plaats. In een periode van nog geen 25 jaar werd het veengebied van Gasselternijveen afgegraven. De snelheid van de afgraving blijkt bijvoorbeeld uit de afname van het aantal veenarbeiders in het gebied (zie: bijgevoegde grafiek). Het kanaal van Gasselternijveen naar het Stadskanaal is in de jaren zeventig van de 20e eeuw gedempt.
De scheepvaart ontwikkelde zich sterk. Deze beperkte zich niet alleen tot binnenvaart maar ook de zeevaart was van belang voor de veenkoloniale scheepvaart. In 1912 was Gasselternijveen de vierde plaats van Nederland wat betreft het aantal ingeschreven schepen. Na 1920 liep de scheepvaart terug.
Veel kanalen zijn na de Tweede Wereldoorlog gedempt. Wel zijn er nog schipperswoningen in het dorp te vinden.

## Kerken
- De Protestantse kerk in het dorp is een Waterstaatskerk uit 1859. Deze verving een voorganger uit de 17e eeuw.
- Het gereformeerde kerkje uit 1867 aan de Hoofdstraat is na de sluiting in 1993 in gebruik genomen als groepsaccommodatie.

### Baptisme
De eerste Nederlandse baptistengemeente is ontstaan te Gasselternijveen. Johannes Elias Feisser was tot 1 januari 1844 predikant van Gasselternijveen. Eind 1843 was hij door conflicten over onder andere de kinderdoop uit zijn ambt ontzet. Hierna komt Feisser in contact met Duitse baptisten in Hamburg. Op 15 mei 1845 liet Feisser zich met enkele volgelingen in een veenkanaal te Gasselternijveen door de Duitse baptist J. Köbner door middel van onderdompeling dopen.
Na deze volwassenendoop werd Feisser gekozen tot voorganger van de eerste Nederlandse baptistengemeente (genoemd 'Gemeente van Gedoopte Christenen').
Op 15 mei 2005 is op de vermoedelijke plaats van genoemde doop een baptisten herinneringszuil onthuld ter herdenking van deze eerste baptische onderdompeling in Nederland.

## Aardappelmeelindustrie
Aan de oostkant van het dorp staat een aardappelmeelfabriek. Deze fabriek Oostermoer, gestart in 1903, maakt tegenwoordig deel uit van Avebe.

## Hunzepark

Korenmolen De Juffer aan de Hunze bij Gasselternijveen

Op de westoever van de Hunze staat de korenmolen De Juffer. Langs de Hunze zijn de laatste jaren verschillende natuurontwikkelingsprojecten uitgevoerd. Ook zijn er in de naaste omgeving van Gasselternijveen bossen aangelegd. Langs de Hunze ligt ook het recreatiepark Hunzepark.

## Noordooster lokaal spoorweg
In 1905 kwamen de lijnen van de NOLS tussen Zwolle en Stadskanaal en tussen Gasselternijveen en Assen gereed. Bij Gasselternijveen kwamen deze lijnen bij elkaar en kreeg het dorp niet alleen een station maar werd het een spoorwegknooppunt. Het gedeelte van Emmen naar Gasselternijveen sloot in 1938 en het personenvervoer van Assen naar Stadskanaal werd in 1947 opgeheven. Het goederenvervoer werd op deze lijn begin jaren zeventig van de twintigste eeuw opgeheven, waarna de lijn in 1972 werd opgebroken.

## Verkeer
Langs het dorp loopt de N378, genaamd Ir. W.I.C. van Veelenweg.

## Sport
De plaatselijke voetbalclub is VV Gasselternijveen. De plaatselijke volleybalclub is Olympia'88.

## Geboren
- Jacobus Roelof Blaauw (1911-1961), ingenieur en bedrijfsleider
- Hendrik Adams (1900-1980), politicus